# 维诺格拉茨基柱

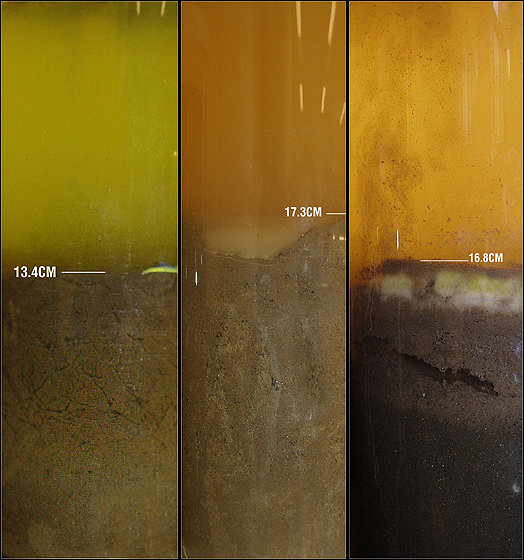
三种不同的维诺格拉茨基柱

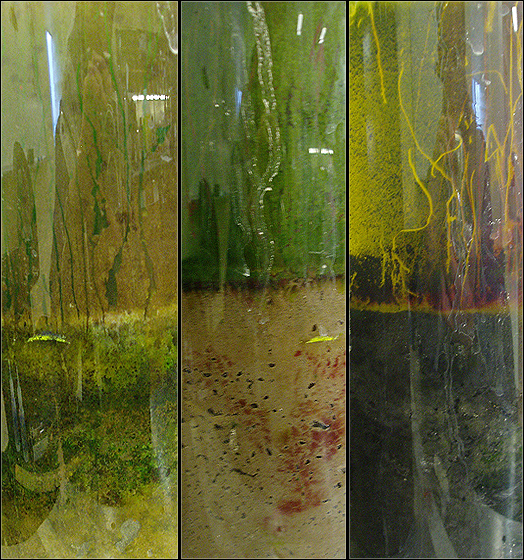
维诺格拉茨基柱

维诺格拉茨基柱是一个微生物培养装置，从上至下分别为有氧和无氧环境，由俄国微生物学家谢尔盖·尼古拉耶维奇·维诺格拉茨基在1880年代发明。